# Myrthe Schoot
Myrthe Schoot (ur. 29 sierpnia 1988 w Amsterdamie) – holenderska siatkarka, grająca na pozycji libero, reprezentantka kraju. 
W lipcu 2023 roku postanowiła zakończyć karierę siatkarską.

## Osiągnięcia klubowe
Mistrzostwo Holandii:
- 2009, 2010
- 2007
- 2011

Puchar Holandii:
- 2009

Mistrzostwo Niemiec:
- 2014, 2015, 2016
- 2013
- 2012, 2017, 2018

Puchar Niemiec:
- 2016, 2018

## Osiągnięcia reprezentacyjne
Mistrzostwa Europy:
- 2009, 2015, 2017

Volley Masters Montreux:
- 2015

Grand Prix:
- 2016